# Psalidognathus onorei
Psalidognathus onorei là một loài bọ cánh cứng trong họ Cerambycidae.